# Jewgeni Wassiljewitsch Zaregorodzew
Jewgeni Wassiljewitsch Zaregorodzew (russisch Евгений Васильевич Царегородцев; * 3. Februar 1983 in Chabarowsk, Russische SFSR) ist ein russischer Eishockeytorwart.

## Karriere
Jewgeni Zaregorodzew spielte zunächst für die zweite Mannschaft von Lokomotive Jaroslawl und den Klub seiner Geburtsstadt, Samorodok Chabarowsk, in der drittklassigen Perwaja Liga. Zur Saison 2002/03 verpflichtete ihn der THK Twer aus der Wysschaja Liga. Dort blieb er bis 2005, ehe er zu Chimik Woskressensk wechselte, wo er für eine Spielzeit blieb. Von 2006 bis 2008 spielte er beim russischen Erstligisten HK Sibir Nowosibirsk. 2008 wechselte er zum Ligarivalen HK Awangard Omsk. Bei seinem nächsten Arbeitgeber Awtomobilist Jekaterinburg stand er zwischen August 2010 und Juli 2011 unter Vertrag und absolvierte in diesem Zeitraum 19 Einsätze in der KHL.
Im Juli 2011 wurde er vom WHL-Neuling HK Donbass Donezk verpflichtet.